# Luna Sobrón Galmés
Luna Sobrón Galmés (Palma, 22 de maig de 1994) és una jugadora de golf professional mallorquina guanyadora del Campionat Europeu Femení Amateur i que juga en el Ladies European Tour i en el LPGA Tour.
Sobrón va tenir una exitosa carrera amateur, representant Espanya a nivell internacional. Va guanyar l'Spanish International Stroke Play de 2013, va quedar subcampiona al Womens Amateur Championship del 2013 i va guanyar l'European Ladies Amateur Championship del 2014. Va acabar empatada a la 13a posició a l'Obert Britànic Femení de 2015, fet que li permeté endur-se el premi Smyth Salver per a la categoria amateur. Va formar part de la selecció espanyola que, el 2012, va quedar subcampiona del Campionat d'Europa femení per Equips a Alemanya i va guanyar el Campionat Europeu per Equips Femení 2013 a Anglaterra.
Sobrón es va convertir en professional el 2016 i es va incorporar al Ladies European Tour (LET). Va aconseguir quedar en el top 5 d'entre les 25 finalistes del LET 2017. Va acabar T3 a l'Open de França Lacoste Ladies 2018 i T3 a l'Open femení Fatima Bint Mubarak de 2019. El 2017 va acabar T5 al Torneig de Qualificació Final LPGA, fet que li permeté classificar-se per a la temporada 2018, on va jugar en 21 proves i va superar vuit talls, inclòs a l'Obert Femení dels Estats Units de 2018.

## Palmarès
Amateur
- 2013: Spanish International Stroke Play
- 2014: European Ladies Amateur Championship

Professional (Ladies European Tour Access Series)
| Núm. | Data                 | Torneig                   | Puntuació guanyadora | Par | Marge de victòria | Finalistes                 | Ref   |
| ---- | -------------------- | ------------------------- | -------------------- | --- | ----------------- | -------------------------- | ----- |
| 1    | 3 d'abril de 2016    | Terre Blanche Ladies Open | 67-68-76=211         | –8  | 1 stroke          | Lucie Andre Maria Parra    | [ 3 ] |
| 2    | 28 d'octubre de 2017 | Castellum Ladies Open     | 74-67-67=208         | –8  | Playoff           | Astrid Vayson de Pradenee  | [ 4 ] |
| 3    | 17 d'octubre de 2020 | Santander Golf Tour Lerma | 68-33=101            | –6  | Playoff           | Anaelle Carnet Mireia Prat | [ 5 ] |

Actuacions en equip (amateur)
- Junior Solheim Cup (representant Europa): 2011
- European Girls' Team Championship (representant Espanya): 2011, 2012
- European Ladies' Team Championship (representant Espanya): 2013 (guanyadores), 2014, 2015
- Espirito Santo Trophy (representant Spain): 2014, 2016
- Vagliano Trophy (representant Europa): 2015 (guanyadores)
- Patsy Hankins Trophy (representant Europa): 2016